# Julijonas Steponavičius
Julijonas Steponavičius, pol. Julian Stepanowicz (ur. 18 października 1911, zm. 18 czerwca 1991) – litewski duchowny rzymskokatolicki, biskup tytularny Antarados w latach 1955-1989, arcybiskup wileński w latach 1989-1991.
W 1930 roku ukończył Gimnazjum im. Witolda Wielkiego w Wilnie. Następnie kontynuował edukację w archidiecezjalnym wyższym seminarium duchownym w Wilnie i na Uniwersytecie Stefana Batorego. W 1936 roku otrzymał święcenia kapłańskie i został duchownym diecezjalnym archidiecezji wileńskiej.

## Życiorys
Był działaczem mniejszości litewskiej w Rzeczypospolitej Polskiej. W związku z czym był na żądanie władz polskich wielokrotnie przenoszony z placówki do placówki, a w konsekwencji pozbawiony przydziału do parafii i mianowany kapelanem szkoły żeńskiej przy klasztorze bernardynów w Grodnie. W okresie II wojny światowej otrzymał probostwo w Połusze, a następnie w Daugieliszkach Nowych. Po II wojnie światowej kontynuował działalność duszpasterską w ZSRR. Był plebanem w Hoduciszkach. Jego działalność kapłańska i narodowa była w zainteresowaniu radzieckiej służby bezpieczeństwa. KGB próbowała go bezskutecznie zwerbować na tajnego współpracownika.
W 1955 roku Julijonas Steponavičius został nominowany biskupem pomocniczym diecezji poniewieskiej i biskupem tytularnym Antarados. Sakry udzielił mu Kaziemiras Paltarokas.
W 1957 roku z woli papieża Piusa XII otrzymał zadanie administrowania radziecką częścią archidiecezji wileńskiej, której katedra formalnie wakowała od śmierci arcybiskupa Romualda Jałbrzykowskiego w 1955 roku. Jednocześnie stanął przed nim obowiązek zarządzania diecezją poniewieską po śmierci jej biskupa diecezjalnego Kaziemirasa Paltarokasa.
W 1958 roku zamieszkał w Wilnie, skąd w miarę możliwości starał się wypełniać obowiązki biskupie dla dwóch administratur kościelnych. Z uwagi na nieustępliwość wobec polityki władzy radzieckiej na Litwie był prześladowany. W 1961 roku odebrano mu prawo mieszkania w Wilnie i wysiedlono na daleką prowincję litewską do miasteczka Żagory przy granicy z Łotewską Socjalistyczną Republiką Radziecką. Został tam rezydentem przy kościele parafialnym św. Piotra i Pawła. Nie mógł jednak mieszkać na plebanii, a w komunalnym lokalu przydzielonym przez sowieckie władze, który był pod ciągłą obserwacją i podsłuchem służb specjalnych.
Na zesłaniu pozostawał aż do czasów pieriestrojki i głasnosti. W archidiecezji wileńskiej i diecezji poniewieskiej obowiązki administratorów z braku innych biskupów musieli przejąć pozostający na miejscu prezbiterzy – wikariusze. W 1988 roku zezwolono mu na powrót i zamieszkanie w Wilnie. W 1989 roku papież Jan Paweł II mianował go arcybiskupem wileńskim. Ingres do archikatedry św. Stanisława w Wilnie odbył w tym samym roku jednocześnie ją rekonsekrując, gdyż w latach 1950-1989 była zsekularyzowana i użytkowana jako galeria obrazów oraz sala koncertowa.
W latach 1989–1991 prowadził odbudowę struktur administracyjnych i instytucji kościelnych archidiecezji wileńskiej w Litewskiej Socjalistycznej Republice Radzieckiej, a następnie w Republice Litewskiej.